# Josep Punga Tandu
Josep Punga Tandu   (Cornellà de Llobregat, 1997) és un economista català.
Fill de pare exiliat angolès i mare congolesa, ambdós bakongo, va néixer a Cornellà de Llobregat, però de seguida van anar a viure a Montcada i Reixac. Es va formar en economia a la UAB i en economia internacional a la UCM. Va guanyar el premi a millor treball de final de grau el 2019 amb un treball sobre la viabilitat econòmica de les taxes negatives del tipus d'interès. Des del 2023 és director de negocis internacionals del Banc Sabadell.
Ha militat a CDC, PDCat i Junts i es va afiliar a l'ANC el 2022. Va ser un dels candidats a la presidència de l'ANC el maig del 2024, competint amb Lluís Llach, després de ser escollit membre del secretariat pel bloc jove. En el seu discurs va defensar la renovació de lideratges i la unilateralitat per fer la independència. Després de diversos bloquejos, a la quarta votació va retirar la candidatura.